# Deštná (Dubá)
Deštná (německy Töschen) je vesnice a část města Dubá v okrese Česká Lípa. Nachází se asi 2,5 kilometru jihozápadně od Dubé. Prochází zde silnice I/9 z Mělníka do České Lípy. Jádro vesnice leží na levém břehu Liběchovky, čtvrť na pravém břehu Liběchovky se nazývá Malá Strana. K Deštné patří i nejzápadnější dům v osadě Vrabcov. Deštná je vymezena katastrálním územím Deštná u Dubé o rozloze 5,4 km².

## Historie

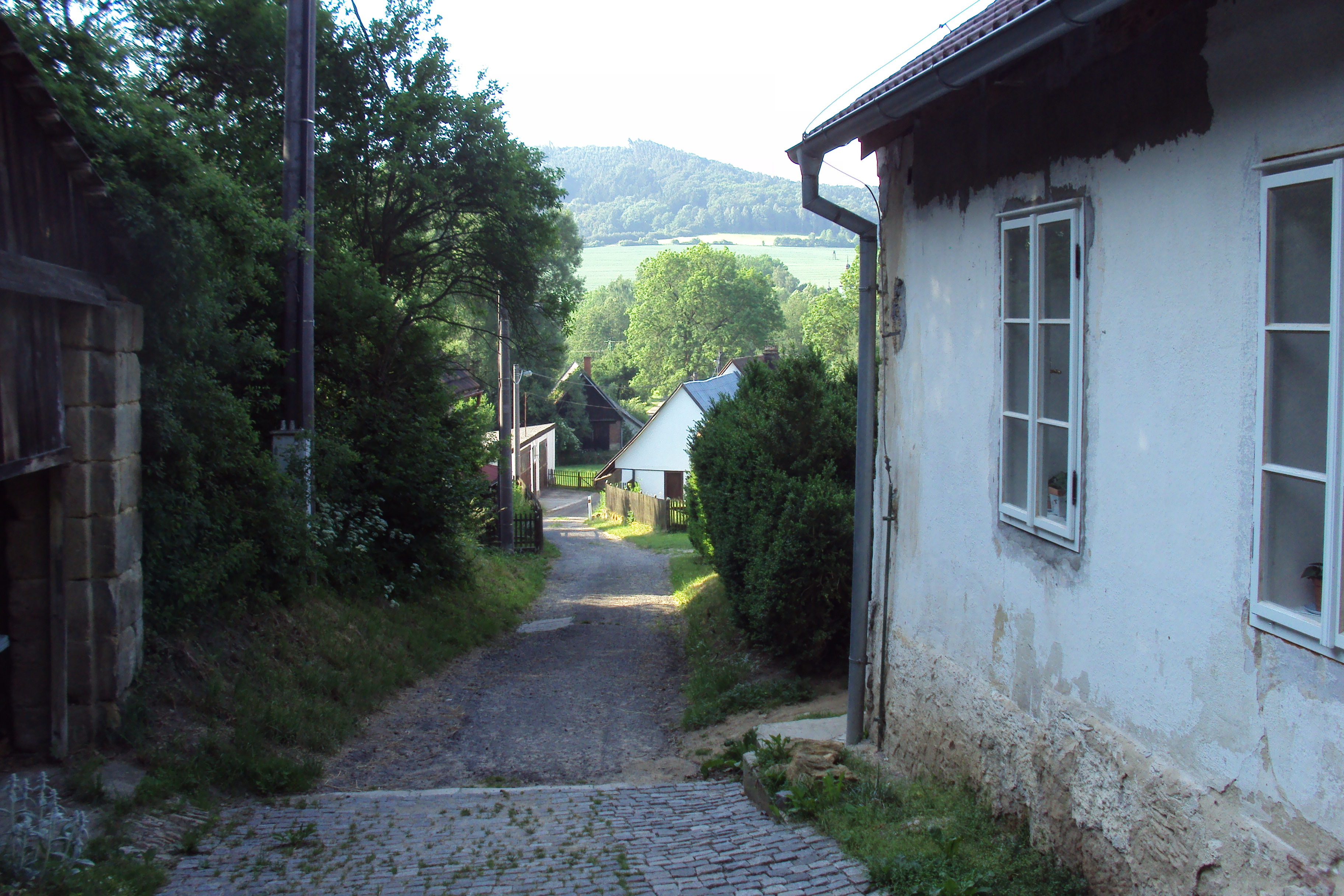
Osada Malá Strana

Vesnice je považována za nejstarší v oblasti Dubé. První písemná zmínka z roku 1225 dosvědčuje stavbu malého románského kostela zasvěceného svatému Václavovi.
V roce 1869 byla postavena jednotřídní škola, která byla roku 1882 přestavěna na dvoutřídní. Chodily do ní děti i ze Zakšína a Bukovce.
Před rokem 1930 byla poněkud nad obcí postavena třípodlažní budova Vranovské zotavovny. K ní bylo později přistavěno jednopatrové křídlo. Po roce 1945 objekt sloužil jako dětské plicní sanatorium, později se stal Politickou školou okresního výboru KSČ a nyní je Dětským domovem a internátní školou.

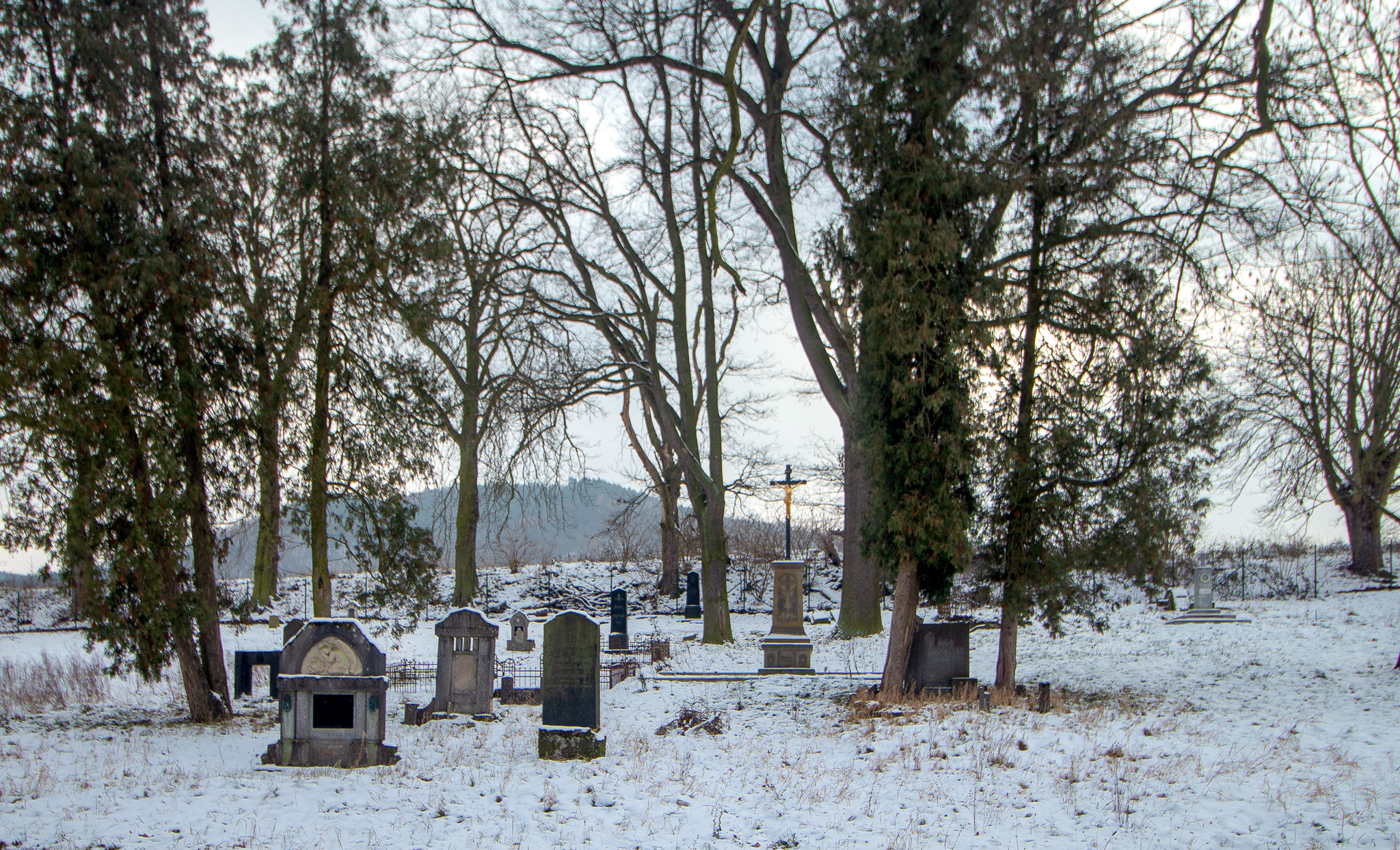
Hřbitov u kostela

## Přírodní poměry
V severozápadní části území Deštné je osada Malá Strana a Deštenský kopec, na jehož svahu byla v roce 2003 vyhlášena přírodní památka Deštenské pastviny. Deštná se nachází na území chráněné krajinné oblasti Kokořínsko – Máchův kraj. V jižních partiích katastru je kopec Kout (411 m n. m.) a skalní hřeben Rač (394 m n. m.). Severovýchodně od Deštné leží rekreační osada Vrabcov, u níž rostou dva státem chráněné stromy – smrk v západním cípu Vrabcova na území Deštné a lípa východněji v části Vrabcova mimo území Deštné. Od kostela v Deštné vede žlutě značená turistická trasa kolem obou stromů přes Vrabcov. Do východní části katastrálního území zasahuje část přírodní rezervace Mokřady horní Liběchovky.

## Obyvatelstvo
Při sčítání lidu v roce 1921 ve vsi žilo 256 obyvatel (z toho 119 mužů), z nichž bylo 22 Čechoslováků, 229 Němců a pět cizinců. Kromě čtyř evangelíků a jednoho člena nezjišťovaných církví byli římskými katolíky. Podle sčítání lidu z roku 1930 měla vesnice 215 obyvatel: osm Čechoslováků, 200 Němců a sedm cizinců. S výjimkou jednoho evangelíka, jednoho člena církve československé a tří lidí bez vyznání se ostatní hlásili k římskokatolické církvi.

## Pamětihodnosti
Původně románský kostel sv. Václava z počátku 13. století byl zásadně přestavěn do barokní podoby v letech 1763–1765. Byla změněna i jeho orientace z východní na jižní, byly zbourány boční stěny původního kostelíka a jeho loď se protáhla. I dnes apsidy a hranolová věž se sdruženými okny dosvědčují románský základ stavby. U kostela je malý hřbitov, obklopený zdí. Z jižní strany je barokní fara. Interiér kostela se třemi rokokovými oltáři byl instalován kolem roku 1770.
Na velikonoční neděli se konala v roce 1938 Velikonoční jízda a polní mše. Při jízdě objížděli jezdci na koních pole a sakrální památky, to na počest křížových výprav do Svaté země.

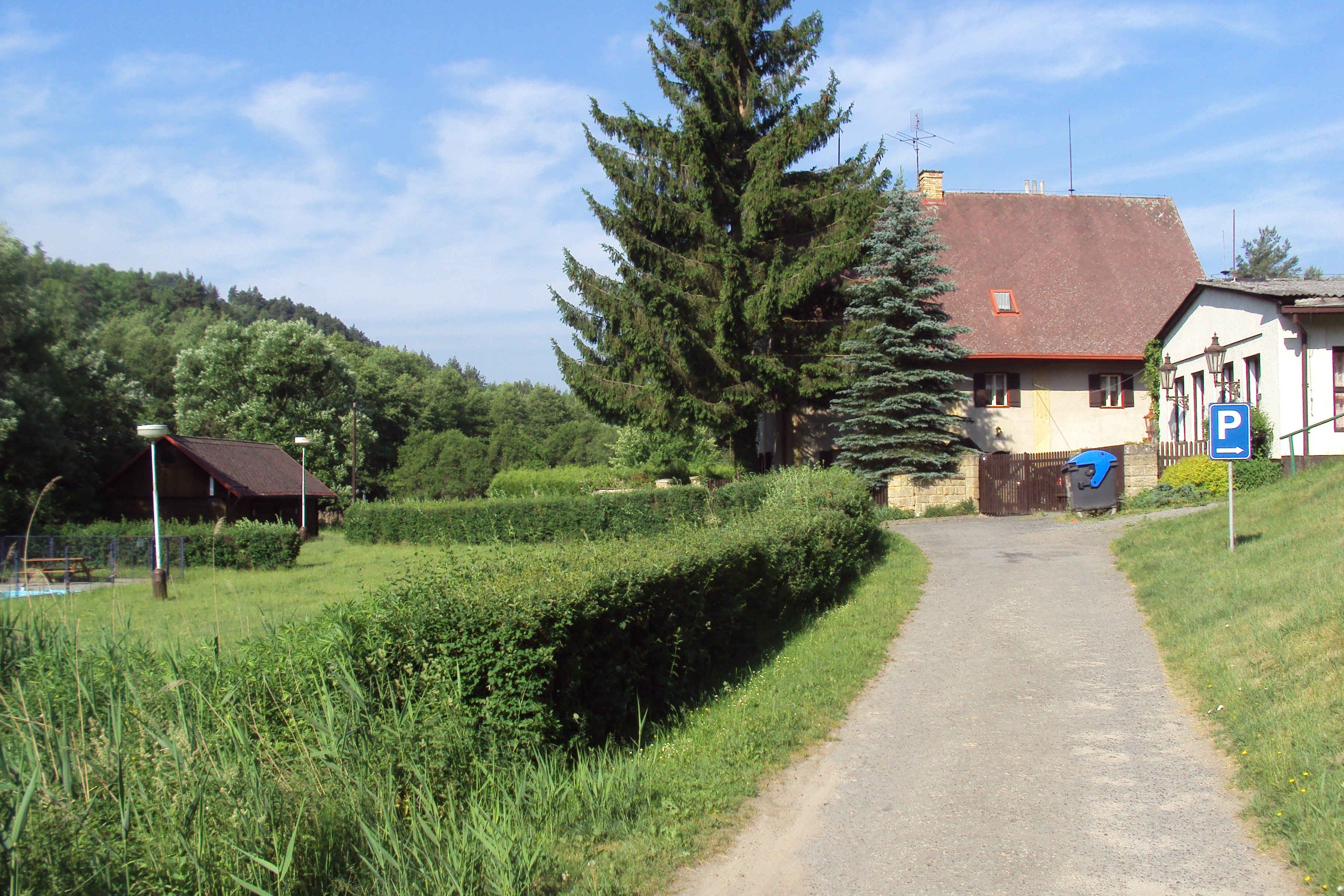
Osada Vrabcov